# شانيز عيادي
 شانيز عيادي (ولدت 08 فبراير 1994 ببجاية، الجزائر) هي لاعبة كرة طائرة جزائرية.

## معلومات الاندية
النادي الحالي : ناصرية بجاية 
- منتخب الجزائر لكرة الطائرة سيدات
- البطولة الجزائرية لكرة الطائرة سيدات